# Museu Alemão de Tecnologia
Museu Alemão de Tecnologia (em alemão: Deutsches Technikmuseum Berlin) é um museu de ciência e tecnologia localizado em Berlim, Alemanha. O museu apresenta uma coleção vasta de artefatos técnicos históricos. A principal ênfase do museu foi originalmente sobre o transporte ferroviário, mas hoje também apresenta exposições de variados tipos de tecnologia industrial. Em 2003, abriu tanto as salas de exposição marítima como de aviação numa extensão recém-construída. O museu também contém um centro de ciência chamado Spectrum.

## História
O Museu do Tráfego e Tecnologia foi fundado em 1982 e assumiu a tradição do Museu Real do Tráfego e Construção que foi inaugurado como estação de trem do museu Hamburger Bahnhof em 1906. O museu atual está localizado no antigo pátio de carga anexado ao museu Anhalter Bahnhof, incluindo duas históricas Rotundas e vários edifícios empresariais.
Renomeado como Museu de Tecnologia em 1996, a área de exposição foi gradualmente expandida. Um novo complexo de edifícios adjacentes foi inaugurado em 2003, exibindo um Douglas C-47B da Força Aérea dos Estados Unidos.